# Boshruyeh
Boshruyeh (persiska: بُشرویه) är en stad i östra Iran, i provinsen Sydkhorasan. Den är administrativt centrum för delprovinsen (shahrestan) Boshruyeh. Staden hade 15 318 invånare vid folkräkningen 2011.